# Asmae - Association Sœur Emmanuelle
Asmae - Association Sœur Emmanuelle (Asmae, Aide sociale et médicale à l'enfance) est une ONG de solidarité internationale indépendante, apolitique et laïque fondée en 1980 par Sœur Emmanuelle, religieuse franco-belge connue pour ses œuvres caritatives en Égypte, notamment dans les bidonvilles du Caire. Asmae est une association spécialisée dans le développement de l'enfant et reconnue d'utilité publique.

## Missions
L'association agit dans huit pays, en partenariat avec les populations locales pour l'éducation et la protection de l'enfance.
Elle intervient dans quatre domaines : l'accès à une éducation de qualité, la protection des enfants contre toutes les formes de violences et promotion de leur bien-être, la formation et l'insertion professionnelle, vivre ensemble dans un monde durable et en paix.
Son action vise à soutenir le développement des enfants les plus démunis afin qu'ils deviennent des adultes autonomes, acteurs de leur devenir et de celui de leur communauté.
Les principaux bénéficiaires sont les enfants, les plus vulnérables, issus de familles pauvres, venant des bidonvilles, de la rue ou encore handicapés ou maltraités.

## Actions
L'association Asmae est présente dans 8 pays : Burkina Faso, Côte d'Ivoire, Égypte, Inde, Liban, Madagascar,Philippines et France.
En 2023, 26 projets ont été menés à travers le monde avec 45 partenaires locaux et qui profitent à plus de 75 800 personnes, principalement des enfants.
Dans tous les pays où elle est présente, Asmae travaille en partenariat avec des associations locales et transmet des compétences dans diverses spécialités. Elle forme à des méthodes pédagogiques innovantes, donne les moyens de répondre au manque d’infrastructures, appuie la conception et la réalisation de nouveaux programmes.
Asmae utilise des moyens d'intervention complémentaires :
- le renforcement des compétences locales par l'envoi de professionnels de toutes disciplines qui transmettent leur savoir-faire aux équipes locales
- le financement direct de projets
- la mise en réseau entre des associations partenaires pour stimuler l'échange de compétences et de savoir

Asmae a également ouvert la Chrysalide en 2006, un centre d'accueil mère-enfant à Bobigny accueillant 19 jeunes mères en situation de détresse.
En 2016, sous l'égide de la Fondation Caritas, Asmae a créé la Fondation Sœur Emmanuelle.